# سمنوف ۲۴۷۵
سیارک ۲۴۷۵ (به انگلیسی: 2475 Semenov، نامگذاری:1972TF2) دو هزار و چهارصد و هفتاد و پنجمین سیارک کشف شده‌است که در ۸ اکتبر ۱۹۷۲ کشف شد.
قدر مطلق سیارک برابر ۱۱٫۲۰ است.